# 奥佐尔萨拉站
奥佐尔萨拉站是里加-陶格夫匹尔斯铁路线上的一个火车站。车站建于1942年，车站的设施有两个平台，两条轨道，没有道岔。2019年12月，该站同拉脱维亚铁路网络上的其他7个车站一起关闭，从此奥佐尔萨拉站不再有列车停靠。